# Jacques Joseph Chapel
Jacques Joseph Chapel (Brussel, 1740 - na 1798) was een zakenman en politicus in de Zuidelijke Nederlanden.

## Leven
Chapel was een handelaar die met zijn broer Daniel-François (1750-1806) een verticaal geïntegreerd ijzerconglomeraat uitbouwde. Tegen het einde van het ancien régime waren ze in Luxemburg eigenaar of huurder van zeven smeltovens en zeven smederijen gelegen in Attert, Habay-la-Neuve, Lacuisine, Jamoigne en Halma. In Charleroi bezaten ze een reverbeeroven en een fenderie en huurden ze vanaf 1789 de Desandrouinfabrieken. Ook hadden ze er een grote spijkermakerij. Hun andere broer Guillaume was er textielfabrikant. Chapel werd rijk genoeg om zich in Brussel op te werpen als bankier. In de jaren 1780 investeerde hij met Frederik Romberg in de slavenhandel uit Oostende.
Politiek was Chapel een hevige vonckist. Hij hielp mee de Brabantse Omwenteling tot stand brengen, maar kreeg vervolgens in de Verenigde Nederlandse Staten te maken met de repressie van de statisten. Toen hij op 15 maart 1790 een kritisch rekwest richtte aan de Staten van Brabant, kwam een menigte 's anderendaags zijn ruiten aan de Kiekenmarkt ingooien. Hendrik van der Noot zocht hem daags nadien op om openlijk steun te betuigen, waarop Chapel verzekerde dat hij niet de soevereniteit van de Staten in vraag had willen stellen. Het kon niet verhinderen dat Chapels zaken leden onder de agitatie. In 1791 ging hij failliet. Het volgende jaar sloot hij een concordaat met zijn schuldeisers om het passief van 740.000 livre voor 65% aan te zuiveren.
Tijdens de eerste Franse bezetting in 1792-93 zetelde Chapel in de Assemblée des Représentants provisoires du peuple de la ville libre de Bruxelles, waar hij ijverde voor de oprichting van een Belgische republiek. In maart 1793 werd hij afgevaardigd naar de Nationale Conventie om over de staatsschuld te onderhandelen. Vanaf eind 1794 zetelde hij in de Administration Centrale et Supérieure de la Belgique. Na de annexatie werd hij eind 1795 lid van het bestuur van het Dijledepartement en zelfs voorzitter, tot hij begin 1797 verwijderd werd als niet-verschoonde gefailleerde. Om dezelfde reden had hij ook niet voor het Dijledepartement mogen zetelen in de Raad van Vijfhonderd (Conseil des Cinq-Cents), waarin hij nochtans verkozen was. Zijn rivaal Charles-Lambert Doutrepont ging wel naar Parijs. 
Chapel werd inspecteur-generaal van de belastingen in het Dijledepartement en later bestuurder van het departement Twee Neten. Op 20 oktober 1798 richtte hij via zijn schoonbroer André-Joseph Frison een petitie met 450 handtekeningen aan de Conseil des Cinq-Cents om te vragen dat Charleroi een fiscale reductie zou krijgen en zou worden aangeduid als hoofdplaats van een kanton. De reductie werd toegestaan.